# スウェーデン陸軍博物館
スウェーデン陸軍博物館（スウェーデン語: Armémuseum）は、スウェーデン、ストックホルムのオステルマルム（Östermalm）に所在する軍事歴史博物館である。

## 概要
スウェーデン陸軍博物館は永い期間閉館されていた後2002年に再び開かれ、2005年にはストックホルムで最高の博物館に選ばれた。同館は、近代の中立政策を含むスウェーデンの軍事史やスウェーデン陸軍の歴史に関する説明を展示している。
建物は、17世紀に兵器を製造する工廠と大砲の保管庫として建設された。
過去の兵士の等身大の人形やスウェーデン軍の参加した大きな戦場の情景、兵器、軍服やその他戦争に関する物が展示されている。17世紀と18世紀にスウェーデン軍により撃破された軍隊からの戦利品や軍旗が同館の特別室に展示されている。陸軍博物館では非常設のスパイ展用にエニグマ (暗号機)を所蔵している。
博物館には、第二次世界大戦の最後の数か月間に ナチスから数千人のユダヤ人を救った有名なスウェーデンの外交官ラウル・ワレンバーグに関する部屋がオープンし、1940年代のブダペストでの彼の行為を物語ってもある。

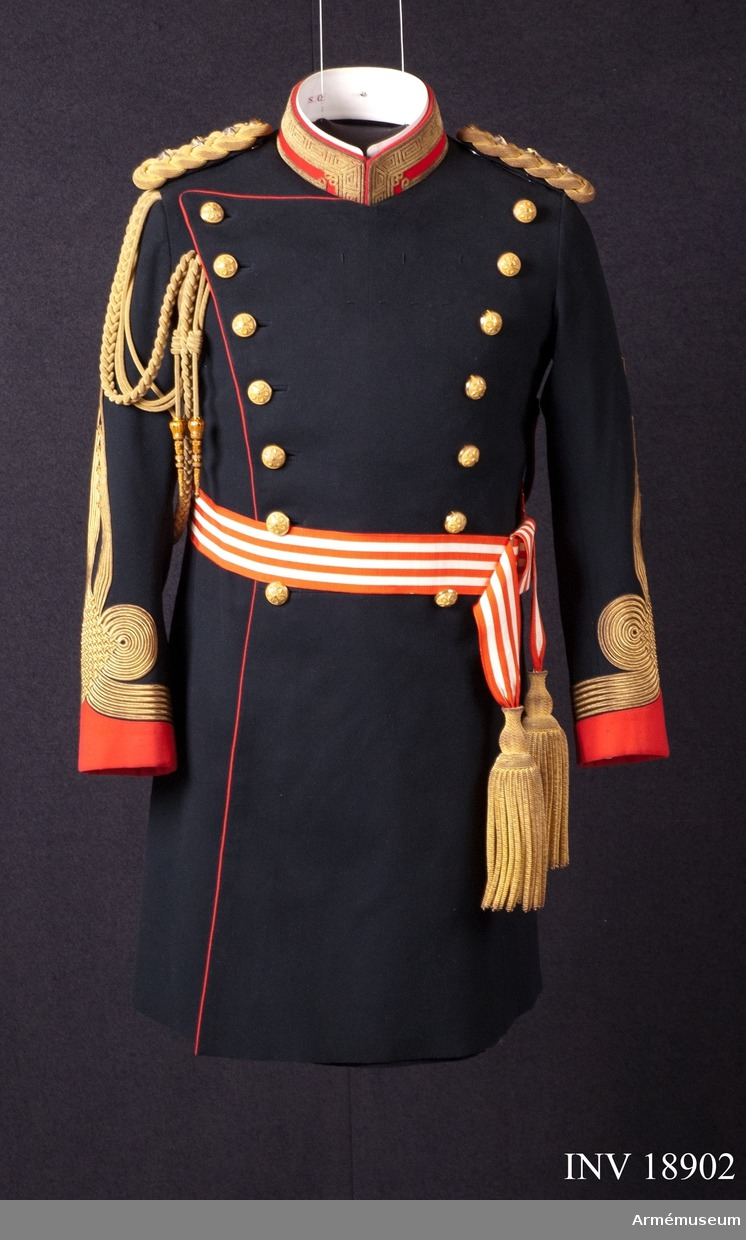
小野寺信少将の1930年代の日本陸軍駐在武官（アタッシエ）の閲兵式用軍服。1945年に寄贈され展示。

1930年代の日本陸軍のストックホルム駐在武官の小野寺信少将の閲兵式用軍服が展示されている。